# Narcissus × buxtonii
Narcissus × buxtonii là một loài thực vật có hoa lai ghép trong họ Amaryllidaceae. Loài này được K.Richt. mô tả khoa học đầu tiên năm 1890.